# 朱福惠
朱福惠（1961年—）中国法学家。

## 生平
1961年出生于湖南省，1997年毕业于武汉大学法学院，获法学博士学位。曾任教于西南政法大学，现为厦门大学法学院教授、社会科学处处长。2007年10月当选为中国宪法学研究会副会长。